# Amt Nordstrand

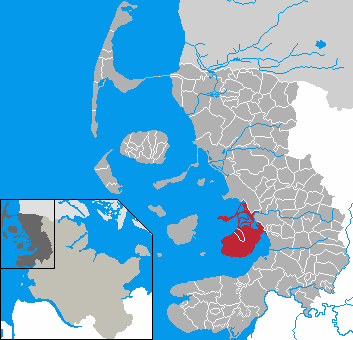
Lage des ehem. Amtes Nordstrand im Kreis Nordfriesland

Das Amt Nordstrand ist ein ehemaliges Amt im Kreis Nordfriesland und umfasste die Gemeinden Nordstrand und Elisabeth-Sophien-Koog. Sitz der Amtsverwaltung war Nordstrand. Die Fläche betrug 63 km², das Amt hatte 2300 Einwohner.

## Geschichte

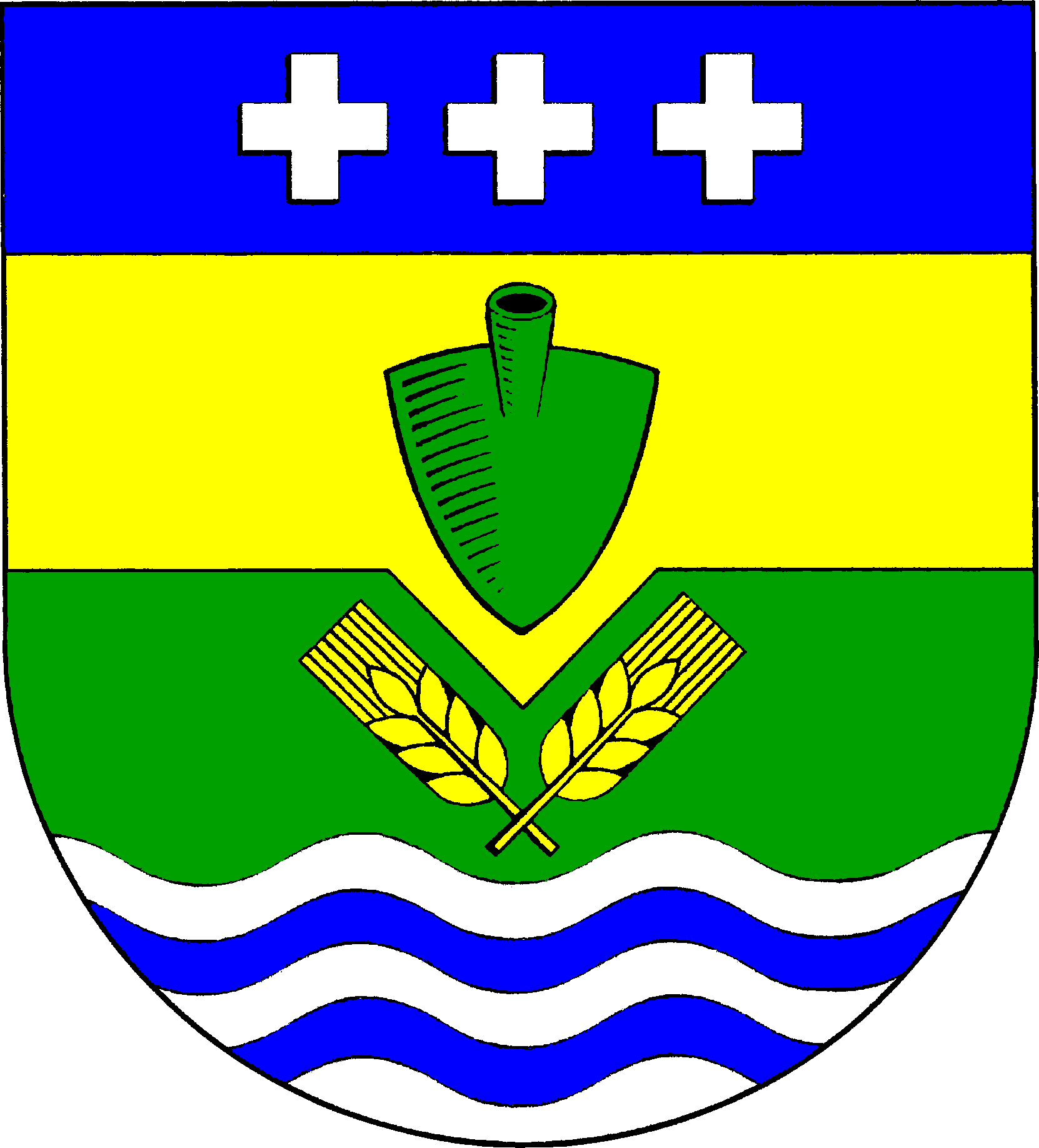
Wappen des ehem. Amtes Nordstrand

1889 wurde im Kreis Husum der Amtsbezirk Nordstrand aus den beiden oben genannten Gemeinden gebildet. 1948 wurde der Amtsbezirk aufgelöst und die beiden Gemeinden bildeten fortan das Amt Nordstrand, das 1970 mit dem gesamten Kreis Husum zum Kreis Nordfriesland kam.
Im Zuge der Verwaltungsstrukturreform löste sich das Amt Nordstrand mit Ablauf des 31. Dezember 2007 auf und die Gemeinden bildeten mit den Gemeinden der Ämter Friedrichstadt (ohne die Stadt Friedrichstadt), Hattstedt und Treene das Amt Nordsee-Treene.

## Wappen und Flagge

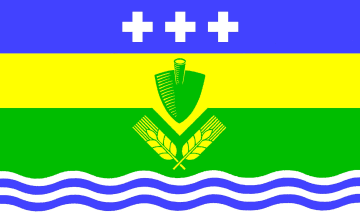
Flagge des Amtes Nordstrand

Blasonierung: „Zwischen blauem Schildhaupt, darin drei silberne Balkenkreuze, und silbern-blauem Wellenschildfuß von Gold, darin ein grünes Spatenblatt, und Grün, darin zwei gekreuzte je siebenkörnige goldene Ähren, mit einem oben abgewinkelten Gegensparren geteilt.“